# Werdau
Werdau (im westsächsischen Idiom „Werde“) ist eine Große Kreisstadt im sächsischen Landkreis Zwickau.

## Geografie

### Geografische Lage
Die Stadt liegt an der Pleiße, am Rande des Westerzgebirges auf einer durchschnittlichen Höhe von 340 m ü. NN, im Westen des Erzgebirgsbeckens und östlich des Landschaftsschutzgebiets Werdauer-Greizer Wald. Die nächstgelegene größere Stadt ist Zwickau (Luftlinie 8 km), die nächsten Großstädte sind Chemnitz (39 km) und Gera (26 km) in Thüringen.

### Nachbargemeinden
| Langenbernsdorf                                | Neukirchen                                  |               |
| Mohlsdorf-Teichwolframsdorf im Landkreis Greiz | Kompassrose, die auf Nachbargemeinden zeigt | Stadt Zwickau |
|                                                | Fraureuth                                   | Lichtentanne  |

### Stadtgliederung
Zu Werdau gehören die Ortsteile
- Königswalde (6,51 km², seit dem 1. Januar 1996),[2]
- Steinpleis (10,06 km², seit dem 1. Januar 1996),[2]
- Langenhessen (10,19 km², seit dem 1. Januar 1997)[3] und
- Leubnitz einschließlich der Leubnitzer Waldsiedlung (29,48 km², seit dem 1. Januar 1999).[4]

Die Kernstadt besteht aus den Stadtteilen Werdau-Zentrum, Werdau-Ost, Werdau-West, Werdau-Nord, Werdau-Süd, Werdau-Sorge, Werdau-Kranzberg, Werdau-Pleißenberg, Werdau-Friedenssiedlung.
2,57 km² der Stadtfläche sind landwirtschaftlicher Nutzung gewidmet, 2,42 km² sind Wald und 0,66 km² Grünflächen. Bebaut sind 0,47 km², 0,31 km² sind als Verkehrsfläche ausgewiesen. Wasserfläche sind 0,06 km² und 0,28 km² unterliegen sonstigen Nutzungsarten.

## Geschichte

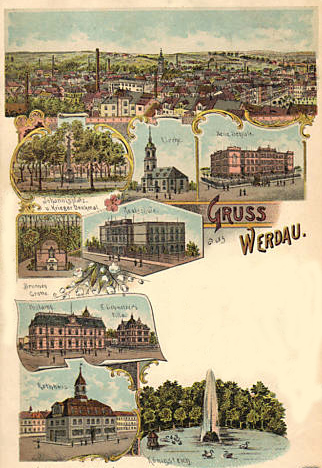
Historische Ansichtskarte von Werdau

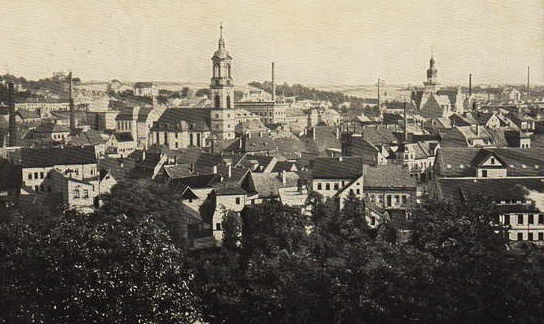
Werdau in den 1930er Jahren

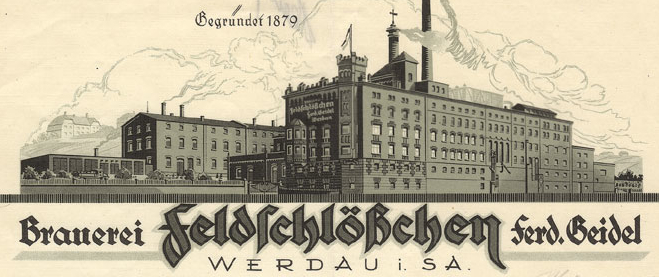
Die 1879 gegründete Feldschlösschen-Brauerei

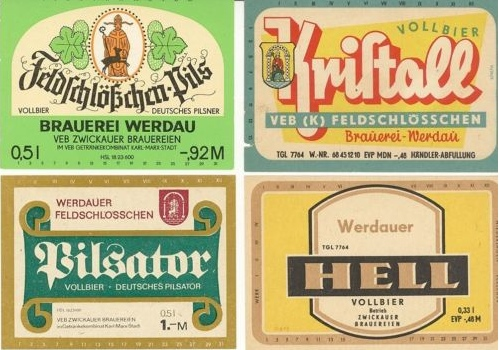
Werdauer „Biergeschichte“

Die Stadt Werdau (ursprünglich: Werde, Werda, Wertha, Werdowe genannt) bedeutet „Uferaue“, die an der Pleiße gelegene Aue. Die Gegend war ursprünglich mit Wäldern bedeckt und wurde jahrhundertelang von Slawen und Germanen umkämpft. Unter Karl dem Großen und Heinrich I. wurden die Slawen mehr und mehr zurückgedrängt und die vordringenden deutschen Ansiedler schufen das damalige „Werde“, das 1298 Stadtrecht erhalten haben soll, aber erst 1304 erstmals urkundlich erwähnt wurde. Von 1306 bis 1398 stand Werdau unter reußischer Herrschaft. 1398 kam die Stadt in den Herrschaftsbereich der Wettiner, den späteren Kurfürsten und Königen von Sachsen. Bereits im 14. Jahrhundert war Werdau ein Zentrum der Tuchmacherei, die ab dem 19. Jahrhundert von der Textilindustrie abgelöst wurde. Interessant ist die Lage von Werdau an der Straße Reichenbach – Altenburg – Leipzig, da diese zum Transport der erzeugten Waren diente. Werdau war die Stadt der Tuch- und Zeuchmacher und man besuchte Märkte und Messen nicht nur in Leipzig, sondern auch in Naumburg und Braunschweig und betrieb Handel nach Franken, Schwaben und in die Schweiz.
Die Stadt war zunächst mit einer Stadtmauer umgeben und hatte das Recht zum Bierbrauen. Das Töpferhandwerk wurde betrieben, dazu gab es Sattler, Gerber, Schmiede und die Waldnutzung mit Flößerei.
In Werdau kam es 1557–1560 zur Hexenverfolgung: Die Hebamme Margarethe Stellmacher geriet in einen Hexenprozess und wurde hingerichtet.
Es gibt wenige Überlieferungen aus der damaligen Zeit, daher ist eine Federzeichnung des Malers Wilhelm Dilich von 1628 besonders wertvoll. Der innere Stadtkern umfasste lediglich den Marktplatz mit dem Rathaus, die Weber- und Burgstraße sowie einige enge Nebengässchen. Das Nordtor führte in die niedere Vorstadt, die heutige Leipziger Straße und in die etwa um 1500 entstandene Neustadt, die heutige Ronneburger Straße. Außerdem gab es ein Schloss an der Ostmauer der Stadt, welches dem Stadtbrand von 1670 zum Opfer fiel. Das Südtor der Stadtmauer am Ende des Marktes wurde 1835 abgetragen. Seine Steine wurden für die Grundmauern der späteren Gerhart-Hauptmann-Schule verwendet. Am 1. Mai 1756 gab es einen großen Brand in Werdau, dem fast die ganze Stadt und auch das alte Rathaus zum Opfer fielen. Danach wuchs die Stadt und bereits 1792 belief sich die Einwohnerzahl auf 2792 und um 1815 auf 3461. Die steigende Einwohnerzahl ist vor allem auf die starke Entwicklung von Handel und Gewerbe zurückzuführen. Ein neues Rathaus entstand und das alte wurde erst im Jahr 1913 abgerissen. Seit 1879 gab es eine Brauerei in Werdau.

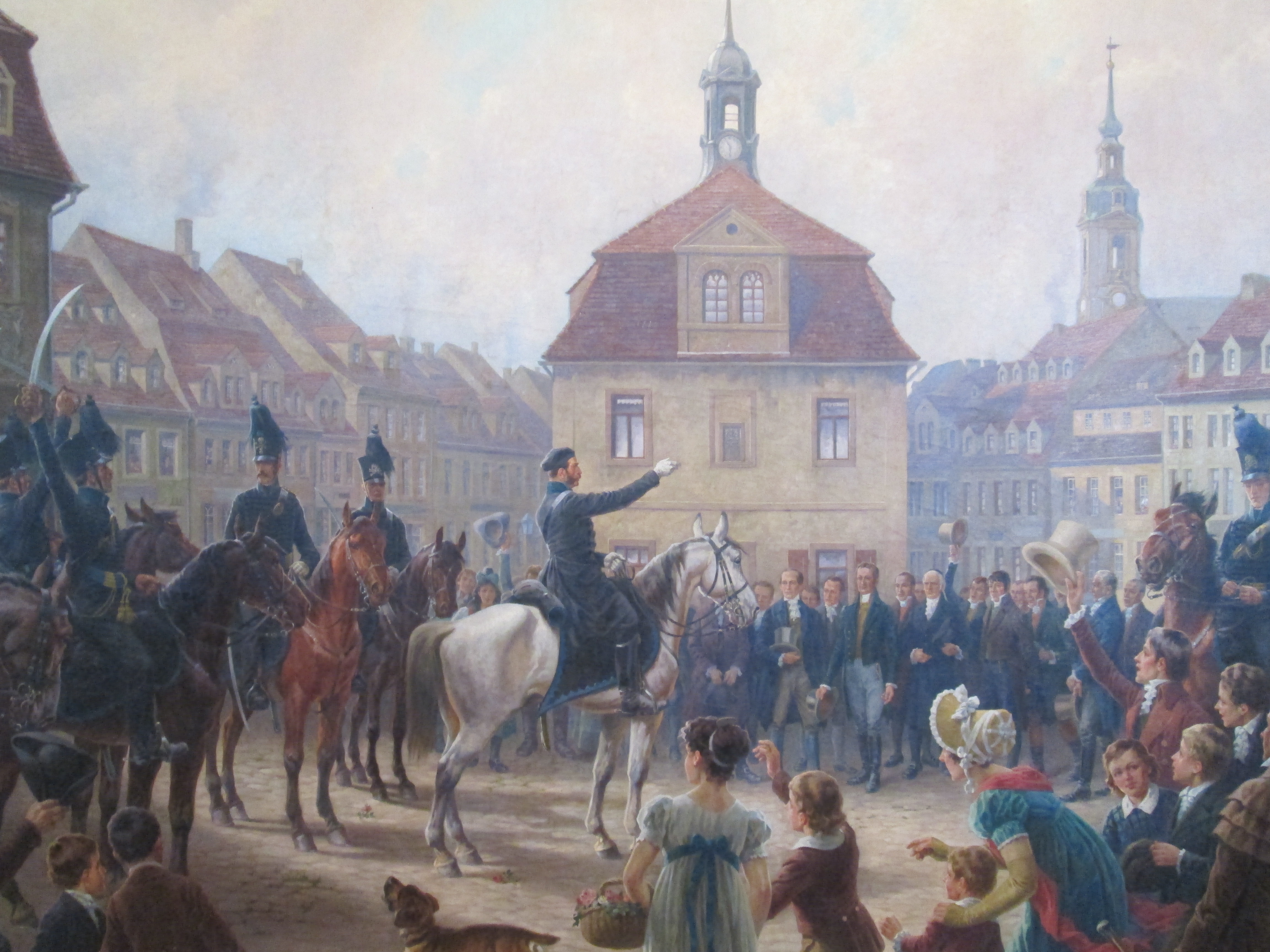
Das alte Rathaus auf dem Werdauer Marktplatz sowie der Einzug des Herzogs Friedrich Wilhelm von Braunschweig-Oels im Jahr 1809, gemalt von Rudolf Trache

Am 26. April 1911 wurde das noch heute existierende Rathaus eingeweiht. An der Einweihung nahm auch der sächsische König teil und man trug sich in das Goldene Buch der Stadt ein.
Eine große Rolle spielte in Werdau der Sport; bereits 1846 wurde die erste Turngemeinde Sachsens und des gesamten deutschsprachigen Raumes gegründet. Außerdem wurde Werdau zur Handballhochburg und es entstanden Turnhallen, Kegelbahnen und das 1926 angelegte städtische Sommerbad. Die im Jahr 1764 erbaute Marienkirche wurde nach einem Blitzschlag am 20. Januar 1863 erneut in Brand gesetzt. Erst danach erbaute man den Glockenturm in seiner heutigen Gestalt. Im Jahr 1926 begann nach mehrmaliger Verzögerung der Bau einer katholischen, dem Heiligen St. Bonifatius gewidmeten Kirche in Werdau. Die katholische Gemeinde war im Laufe der Zeit durch den Zuzug von Katholiken aus ländlichen Gebieten im Osten, welche in den Fabriken Arbeit suchten, stetig gewachsen. Die Weihe der Kirche fand am 5. Mai 1929 durch den Bischof von Meißen statt.
Verwaltungsmäßig gehörte Werdau ab 1874 zur Amtshauptmannschaft Zwickau, erlangte dann 1924 den Status einer kreisfreien Stadt, eine der kleinsten in Deutschland, und wurde 1946 wieder in den Landkreis Zwickau eingegliedert. Durch die Gebietsreform von 1952 wurde Werdau Kreisstadt des Kreises Werdau bzw. ab 1994 des Landkreises Zwickauer Land.
Von den beiden Weltkriegen blieb auch die Stadt Werdau nicht verschont. Circa 500 Bürger ließen im Zweiten Weltkrieg ihr Leben. Ab 9. April 1945 kam es mehrmals zu Luftangriffen durch die 9th Air Force (9. Luftflotte der US-Heeresluftstreitkräfte). Zudem beschoss die auf der Reichsautobahn 4 bei Crimmitschau positionierte Artillerie die Stadt. Hierbei kam es insgesamt zu Todesfällen im zweistelligen Bereich sowie zur Zerstörung von mehreren Gebäuden im Bereich des Bahnhofes und der Innenstadt. Nach kleineren Scharmützeln mit Volkssturmeinheiten wurde Werdau am 16. April 1945 gegen 15 Uhr schließlich an die seit den Mittagsstunden am Ortseingang Ronneburger Straße stehenden amerikanischen Truppen übergeben.
Kurze Zeit später mussten sie die Stadt gemäß den vereinbarten Zonengrenzen an die Rote Armee übergeben. Die Demarkationslinie zwischen den US-Amerikanern und den Sowjets verlief hier nach Kriegsende zunächst entlang der Zwickauer Mulde. Danach begann wie in der ganzen sowjetischen Besatzungszone eine sogenannte „antifaschistisch-demokratische Umwälzung“. Unter anderem kam es zur Durchsetzung der Bodenreform und zur Bildung von Volkseigenen Betrieben. 1951 entstand das Nationale Aufbauwerk, über das unter freiwilliger Mithilfe zum Allgemeinwohl der Bevölkerung u. a. Arbeiten im „Richard-Wagner-Park“ sowie im „Stadtpark am Roten Berg“ durchgeführt wurden. Auch das Sportgelände und Naherholungsgebiet „An den Teichen“ entstand zu jener Zeit. Dabei baute man u. a. ein ehemaliges NS-Aufmarschgelände zum heutigen Stadion im Landwehrgrund um. Im Werdauer Oberschülerprozess verurteilte man 1951 insgesamt 19 Schüler wegen Protests gegen die SED-Diktatur zu Haftstrafen zwischen 2 und 15 Jahren Zuchthaus. 1952 wurde Werdau im Rahmen der Kreisreformen in der DDR dem Bezirk Karl-Marx-Stadt zugegliedert. Werdau bildete als Kreissitz den Kreis Werdau.

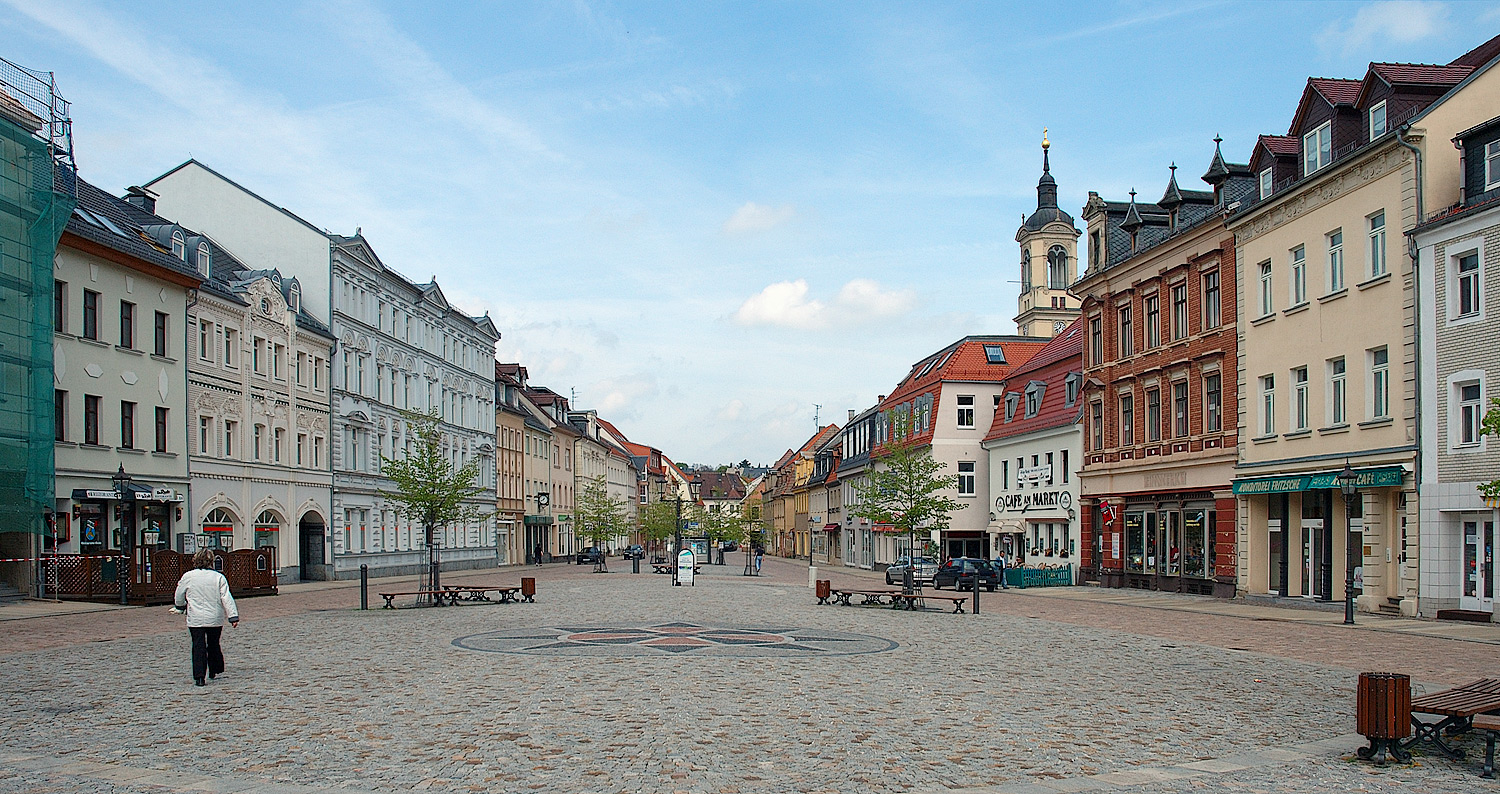
Werdauer Marktplatz 2005

Besonders hervorzuheben ist die zu DDR-Zeiten betriebene Wohnungsbaupolitik in Werdau. Von 1949 bis 1988 entstanden in der Stadt über 6040 Wohnungen, zum Beispiel das ehemalige Wohngebiet Ernst Grube (Werdau-Sorge), seit 1987. Wie überall in der DDR verfielen die Altbauten aufgrund der allgemeinen Mangelwirtschaft im Laufe der Jahre zusehends. Baumaterial für Reparaturen war für Privatleute nur schwer zu bekommen. Die industrielle Plattenbauweise zur Schaffung von Wohnraum war für den Staat billiger und versprach eine schnelle Erhöhung des Wohnstandards. Für viele Werdauer Bürger hatten sich die Wohnbedingungen dadurch wesentlich gebessert. Gleichzeitig verfielen aber viele verlassene Gebäude in der Innenstadt und es kam zu ersten großflächigen Abrissen, da die Menschen nun oftmals in den Großwohnsiedlungen am Stadtrand lebten.
Von großer Bedeutung war damals auch die industrielle und gewerbliche Entwicklung der Stadt. Bis 1989 gab es 46 volkseigene Betriebe aus der Textilindustrie, der metallverarbeitenden Industrie sowie dem Fahrzeugbau (vgl. bspw. Kraftfahrzeugwerk Ernst Grube). Weiterhin gab es neun Produktionsgenossenschaften des Handwerks (PGH) sowie 180 selbstständige Händler und Gewerbetreibende. Nach 1989 gab es wie überall in der ehemaligen DDR große Veränderungen in Werdau. Viele Betriebe wurden geschlossen und bis heute Dutzende Fabriken abgerissen, da für sie keine Verwendung mehr bestand. Die ehemalige Textilindustrie ist Geschichte und die Einführung marktwirtschaftlicher Prinzipien sowie die Öffnung für den Weltmarkt brachten vielerorts den Niedergang der Industrie. Insbesondere die Textilindustrie war aufgrund der veralteten Gerätschaften und den vergleichsweise hohen Preisen nicht konkurrenzfähig. Die nach der Wende einsetzende Abwanderung in die alten Bundesländer ist mittlerweile einem fast ausgeglichenen Wanderungssaldo gewichen. Gleichwohl sinkt die Einwohnerzahl durch die niedrigen Geburtenraten kontinuierlich. Durch die Eingemeindung der benachbarten Gemeinden Königswalde, Steinpleis, Langenhessen und Leubnitz in den Jahren von 1996 bis 1999 stieg die Einwohnerzahl nach der Übersicht des Statistischen Landesamtes Sachsen wieder etwas an (vgl. Übersicht unten). Die Kernstadt Werdau hatte 2022 eine Einwohnerzahl von rund 12.000 Personen, was verglichen mit 1990 einem Rückgang von fast 40 % entspricht.
Dass sich das Stadtbild von Werdau seit der Wende verändert hat, ist nicht zu übersehen. Das ehemalige Wohngebiet Ernst Grube (Werdau-Sorge), die 1987 erbaute Plattenbausiedlung, wurde zwischen 2003 und 2016 komplett abgerissen.
Im Jahr 2012 wurde der Johannisplatz (ehem. Ernst-Thälmann-Platz) umgestaltet und in seine ursprüngliche Form gebracht.

### Burg Werdau (Werdauer Schloss)

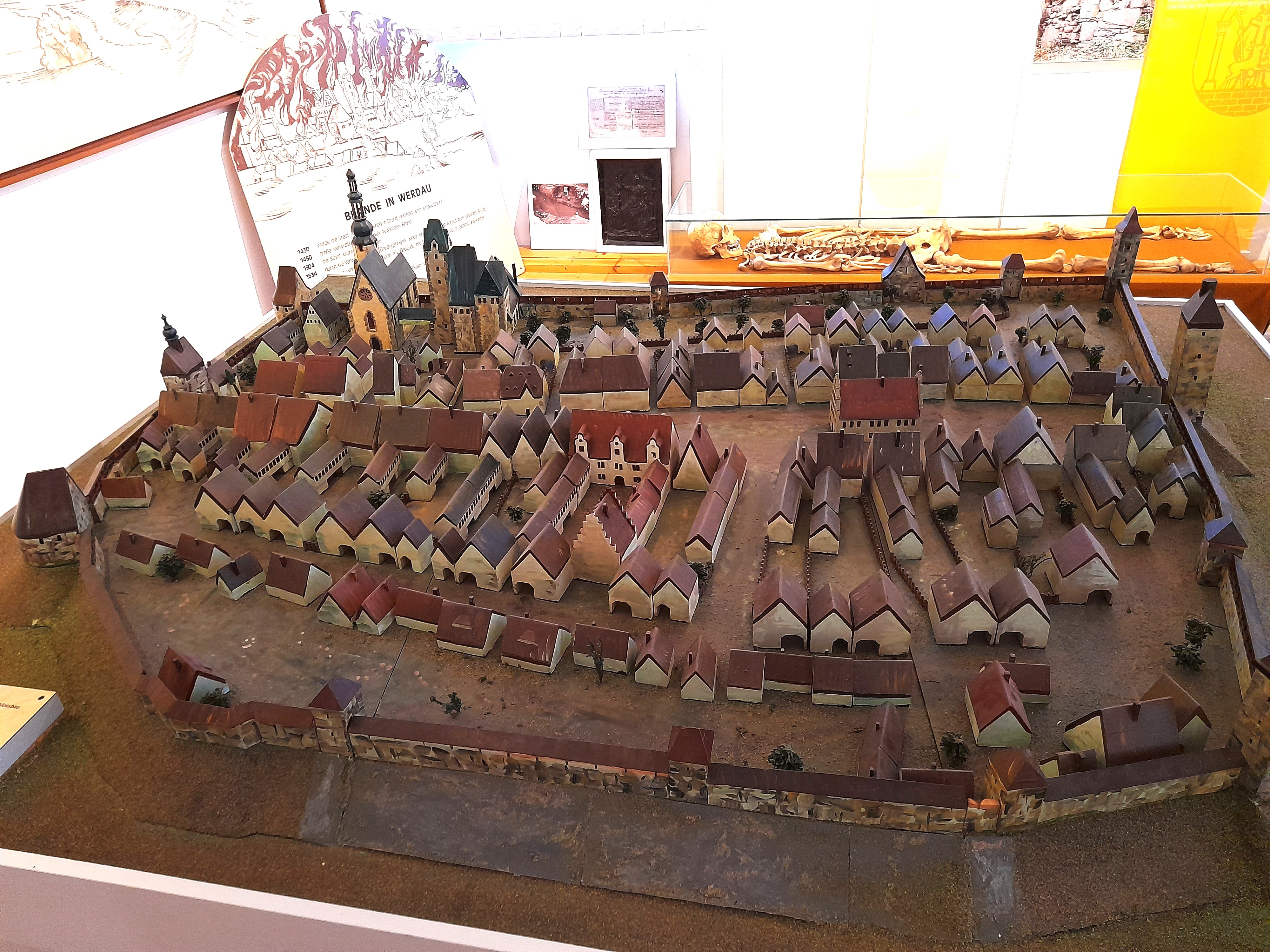
Stadtmodell mit Marienkirche und Burg im Stadtmuseum

Über die Frühgeschichte von Werdau ist nur wenig bekannt. Man darf aber annehmen, dass es eine Gründung der Herren von Reuß war. Werdau befand sich von 1288 bis 1398 im Besitz derer von Reuß, kam nach dem Vogtländischen Krieg aber 1398 in den Besitz der Wettiner.
Die Stadtansicht von Wilhelm Dilich von 1628 gab einen Einblick in den Aufbau des mittelalterlichen Werdau.
Die Stadt war von einer Stadtmauer mit Türmen und Rundbastionen umgeben. Direkt neben der Stadtkirche befand sich die Werdauer Burg. Ein Modell der mittelalterlichen Stadt (nach Dilichs Zeichnung) im Stadtmuseum zeigt diesen Bau. Die Burg war eine Stadtburg, die in die Stadtmauer eingebunden war. Im Stadtmuseum zeigt ein Ölgemälde die Stadt Werdau noch mit der Schlossruine.
Von 1398 bis 1549 hatte das wettinische Amt Werdau seinen Sitz in der Burg. Die Burg lag an der Ostseite der Stadt nahe der heutigen Schulstraße. Die innere mittelalterliche Stadt umfasste lediglich den Marktplatz mit dem alten Rathaus, welches im Jahr 1913 abgerissen wurde, die Weber- und die Burgstraße und einige enge Nebengäßchen. Diese Altstadt war von der Stadtmauer umfasst. An der Südostseite der Stadtmauer stand das 1670 abgebrannte kurfürstliche Schloß (Burg) mit seinem starken Schloßturm und direkt daneben die Marienkirche mit ihrem schlanken Kirchturm. Im Jahr 1719 beseitigte man die Ruinenreste der Burg und verpachtete den Schloßplatz. Amtshauptmann von Welck und Justitiar Wolf organisierten hier ab 1838 den Bau des neuen Gerichtsgebäudes. Ein Bericht teilt zum Bauplatz mit „Der Platz ist am Graben, auf der Stelle, wo das alte Schloß gestanden, gerade gegenüber gelegen. Es wurde durch das Hohe Königliche Justiz-Ministerium beschlossen, daß auf demselben das neue Gerichtshaus erbaut werden, dann aber das damalige Gerichtshaus – bis 1836 Knabenschule – lediglich zur Frohnveste (meint ein Gefängnis) benutzt werde. Die Grundsteinlegung erfolgte am 18. Oktober 1839.“ 1993 befand sich das Landratsamt des Landkreises Werdau in dem neuen Gerichtsgebäude von 1839.
Oberirdisch sind von der Werdauer Burg keine Reste sichtbar, doch bei Grabungen (nach 1990?) wurden Grundmauern der Burg gefunden. Kleine Reste der Stadtmauer sind auch oberirdisch erhalten.

### Einwohnerentwicklung
Entwicklung der Einwohnerzahl (ab 1960 31. Dezember):
| 1834 bis 1950 - 1834: 04.994 - 1875: 11.689 - 1880: 13.654 - 1910: 20.830 - 1925: 21.047 - 1933: 21.587 - 1939: 21.369 - 1946: 27.041 a - 1950: 25.864 b | 1960 bis 2000 - 1960: 24.539 - 1964: 20.177 - 1984: 19.870 - 1990: 19.983 - 1995: 21.504 - 1997: 23.258 - 1998: 26.823 - 1999: 26.552 - 2000: 26.077 | 2001 bis 2010 - 2001: 25.595 - 2002: 25.158 - 2003: 24.791 - 2004: 24.559 - 2005: 24.290 - 2006: 23.976 - 2007: 23.565 - 2008: 23.146 | ab 2011 bis 2020 - 2011: 22.303 - 2012: 21.338 - 2013: 21.114 - 2014: 21.015 - 2015: 21.039 - 2016: 20.905 - 2018: 20.793 - 2019: 20.623 - 2020: 20.471 | ab 2021 - 2021: 20.381 - 2022: 20.702 - 2023: 20.900 - 2024: 21.202 |

Einwohnerentwicklung von Werdau von 1834 bis 2018 nach nebenstehender Tabelle

Datenquelle ab 1998: Statistisches Landesamt Sachsen
Die Steigerung der Einwohnerzahl ab 1995 rührt von der Eingemeindung der benachbarten Gemeinden Königswalde, Steinpleis, Langenhessen und Leubnitz her.

## Politik

### Stadtrat
Bei den Stadtratswahlen von 1994 und 2004 wurde die PDS die stärkste Partei, bei den anderen Wahlen seit 1990 bis 2024 stellte die CDU stets die stärkste Fraktion. Zur Kommunalwahl in Sachsen 2024 wurde die AfD die größte Fraktion.

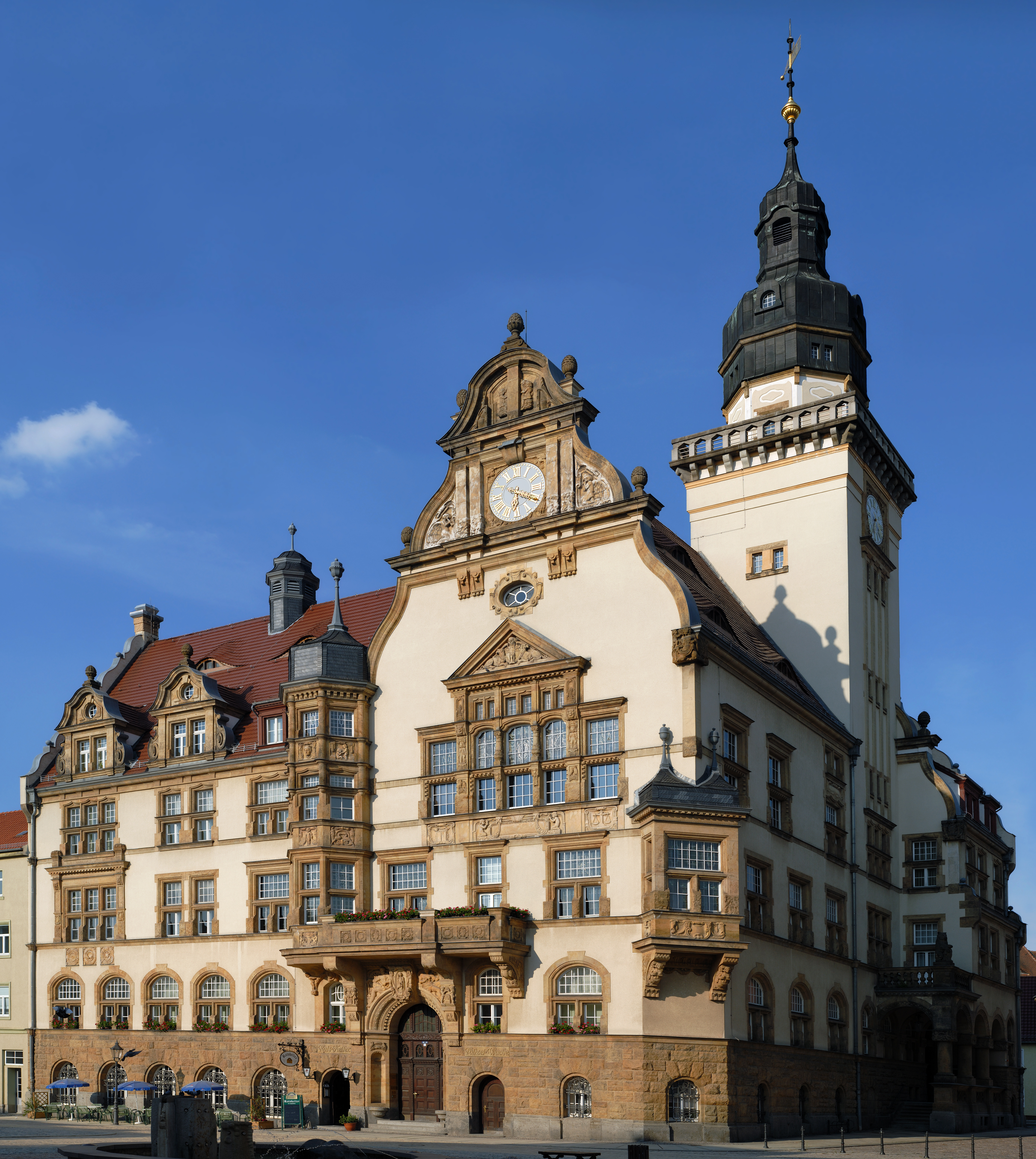
Rathaus

| Sitzverteilung im Werdauer Stadtrat 2024Insgesamt 26 Sitze - Linke: 1 - BSW: 4 - SPD: 1 - Grüne: 1 - BfW: 1 - UL: 3 - FDP: 1 - FW: 2 - CDU: 5 - AfD: 7 | Liste                                 | 2024   | 2024   | 2019   | 2019   | 2014   | 2014   |
| Sitzverteilung im Werdauer Stadtrat 2024Insgesamt 26 Sitze - Linke: 1 - BSW: 4 - SPD: 1 - Grüne: 1 - BfW: 1 - UL: 3 - FDP: 1 - FW: 2 - CDU: 5 - AfD: 7 | Liste                                 | Sitze  | in %   | Sitze  | in %   | Sitze  | in %   |
| Sitzverteilung im Werdauer Stadtrat 2024Insgesamt 26 Sitze - Linke: 1 - BSW: 4 - SPD: 1 - Grüne: 1 - BfW: 1 - UL: 3 - FDP: 1 - FW: 2 - CDU: 5 - AfD: 7 | AfD                                   | 7      | 28,0   | 4      | 16,0   | –      | –      |
| Sitzverteilung im Werdauer Stadtrat 2024Insgesamt 26 Sitze - Linke: 1 - BSW: 4 - SPD: 1 - Grüne: 1 - BfW: 1 - UL: 3 - FDP: 1 - FW: 2 - CDU: 5 - AfD: 7 | CDU                                   | 5      | 22,2   | 7      | 24,2   | 10     | 32,3   |
| Sitzverteilung im Werdauer Stadtrat 2024Insgesamt 26 Sitze - Linke: 1 - BSW: 4 - SPD: 1 - Grüne: 1 - BfW: 1 - UL: 3 - FDP: 1 - FW: 2 - CDU: 5 - AfD: 7 | BSW                                   | 4      | 14,2   | –      | –      | –      | –      |
| Sitzverteilung im Werdauer Stadtrat 2024Insgesamt 26 Sitze - Linke: 1 - BSW: 4 - SPD: 1 - Grüne: 1 - BfW: 1 - UL: 3 - FDP: 1 - FW: 2 - CDU: 5 - AfD: 7 | Unabhängige Liste Werdau              | 3      | 11,9   | 3      | 11,9   | 1      | 6,2    |
| Sitzverteilung im Werdauer Stadtrat 2024Insgesamt 26 Sitze - Linke: 1 - BSW: 4 - SPD: 1 - Grüne: 1 - BfW: 1 - UL: 3 - FDP: 1 - FW: 2 - CDU: 5 - AfD: 7 | Freie Wählergemeinschaft Werdau e. V. | 2      | 8,5    | 3      | 10,3   | 3      | 10,2   |
| Sitzverteilung im Werdauer Stadtrat 2024Insgesamt 26 Sitze - Linke: 1 - BSW: 4 - SPD: 1 - Grüne: 1 - BfW: 1 - UL: 3 - FDP: 1 - FW: 2 - CDU: 5 - AfD: 7 | SPD                                   | 1      | 3,5    | 2      | 6,6    | 2      | 9,6    |
| Sitzverteilung im Werdauer Stadtrat 2024Insgesamt 26 Sitze - Linke: 1 - BSW: 4 - SPD: 1 - Grüne: 1 - BfW: 1 - UL: 3 - FDP: 1 - FW: 2 - CDU: 5 - AfD: 7 | Bürger für Werdau                     | 1      | 3,4    | –      | –      | –      | –      |
| Sitzverteilung im Werdauer Stadtrat 2024Insgesamt 26 Sitze - Linke: 1 - BSW: 4 - SPD: 1 - Grüne: 1 - BfW: 1 - UL: 3 - FDP: 1 - FW: 2 - CDU: 5 - AfD: 7 | FDP                                   | 1      | 3,3    | 2      | 9,4    | 2      | 9,0    |
| Sitzverteilung im Werdauer Stadtrat 2024Insgesamt 26 Sitze - Linke: 1 - BSW: 4 - SPD: 1 - Grüne: 1 - BfW: 1 - UL: 3 - FDP: 1 - FW: 2 - CDU: 5 - AfD: 7 | Grüne                                 | 1      | 2,7    | 1      | 5,6    | –      | 2,6    |
| Sitzverteilung im Werdauer Stadtrat 2024Insgesamt 26 Sitze - Linke: 1 - BSW: 4 - SPD: 1 - Grüne: 1 - BfW: 1 - UL: 3 - FDP: 1 - FW: 2 - CDU: 5 - AfD: 7 | Linke                                 | 1      | 2,3    | 4      | 13,9   | 7      | 25,4   |
| Sitzverteilung im Werdauer Stadtrat 2024Insgesamt 26 Sitze - Linke: 1 - BSW: 4 - SPD: 1 - Grüne: 1 - BfW: 1 - UL: 3 - FDP: 1 - FW: 2 - CDU: 5 - AfD: 7 | NPD                                   | –      | –      | –      | 2,0    | 1      | 4,7    |
| Sitzverteilung im Werdauer Stadtrat 2024Insgesamt 26 Sitze - Linke: 1 - BSW: 4 - SPD: 1 - Grüne: 1 - BfW: 1 - UL: 3 - FDP: 1 - FW: 2 - CDU: 5 - AfD: 7 | Wahlbeteiligung                       | 63,0 % | 63,0 % | 58,2 % | 58,2 % | 44,0 % | 44,0 % |

### Oberbürgermeister
2012 wurde im zweiten Wahlgang Stefan Czarnecki (CDU) zum Nachfolger von Ralf Tittmann (Die Linke) gewählt.
2019 gab Stefan Czarnecki seine erneute Kandidatur bekannt, unterlag aber dem alleinigen Konkurrenten Sören Kristensen (Unabhängige Liste).
| Wahl | Bürgermeister    | Vorschlag | Wahlergebnis (in %) |
| ---- | ---------------- | --------- | ------------------- |
| 2019 | Sören Kristensen | UL        | 51,5                |
| 2012 | Stefan Czarnecki | CDU       | 53,4                |
| 2008 | Ralf Tittmann    | Linke     | 39,9                |
| 2001 | Volkmar Dittrich | PDS       | 63,3                |

### Wappen
Blasonierung: „In Silber unter einem Rundbogen auf einer gefugten roten Ziegelmauer ein Bischof mit Krummstab in der Rechten, zu seinen Füßen eine springende Hirschkuh mit einem Pfeil in der Brust.“ Zur Entstehung des Stadtwappens existiert eine Sage:

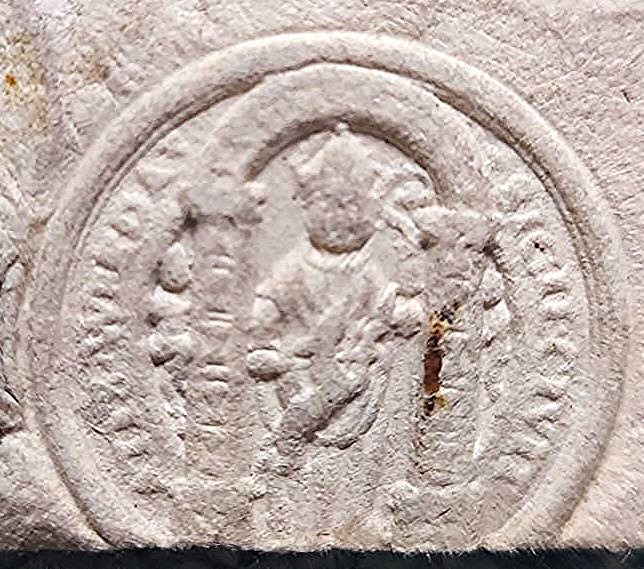
Werdau Stadtsiegel 1538

Als Werdau noch Wald war, jagte dort einst ein Bischof namens Egidius. Er verirrte sich, wurde von den Jagdanstrengungen müde und schlief ein. Von einem Geräusch geweckt, fuhr er aus dem Schlaf hoch und rief „WER DA?“. Ein verwundetes Reh hatte sich vor ihm niedergeworfen und die Läufe auf den Schoß des Bischofs gelegt. Der Bischof zog mitleidsvoll den Pfeil aus der Wunde des Rehs und befreite das Tier von seinen Qualen. Nach mühevoller langer Wanderung fand der Bischof dann wieder zurück zu seinen Leuten. Auf dem Weg dorthin hatte er jedoch beschlossen, den Wald zu roden, eine Stadt anzulegen und an dem Ort, wo das Reh zu ihm gekommen war, ein Rathaus zu bauen. Von dem Ausruf des Bischofs „WER DA?“ hat die Stadt letztendlich ihren Namen bekommen. Im Wappen der Stadt und am Rathaus ist dieser Bischof mit dem Stab und dem Reh nun zu sehen.
Das Wappen erschien zunächst ohne Hirschkuh und Bogen erstmals auf einem Stadtsiegel von 1403. Ein Wappenstein aus der Stadtmauer von 1480 zeigt die Hirschkuh, der Bogen taucht seit 1538 auf.

### Städtepartnerschaften
Werdau ist durch Städtepartnerschaften verbunden mit Röthenbach an der Pegnitz in Bayern (seit 1990) und Kempen in Nordrhein-Westfalen.

## Kultur und Sehenswürdigkeiten

### Museen

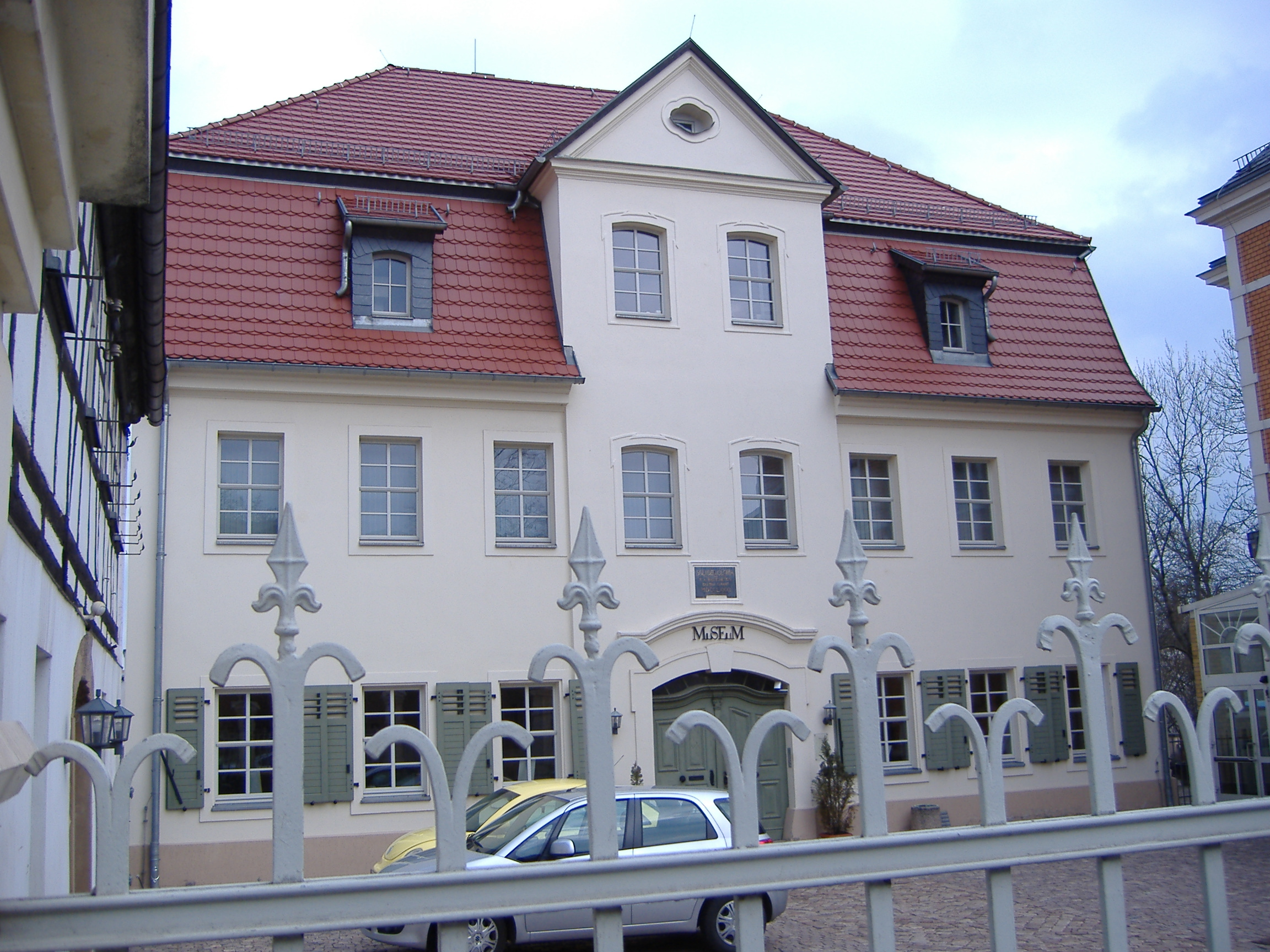
Stadt- und Dampfmaschinenmuseum Werdau

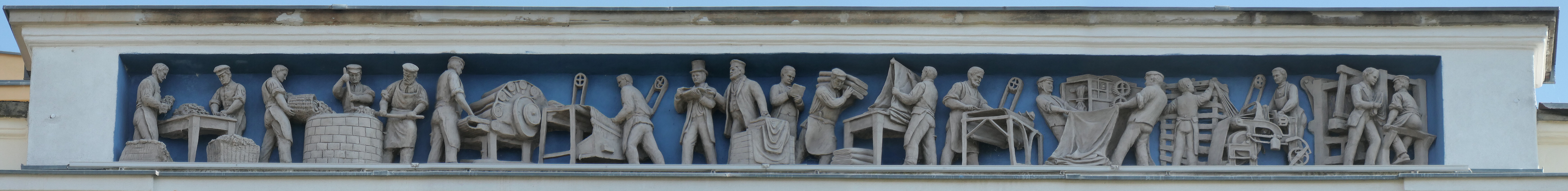
Tuchmacherfries Werdau

Das Stadt- und Dampfmaschinenmuseum Werdau präsentiert Darstellungen und Modelle aus der Stadt- und lokalen Industriegeschichte sowie eine der größten Sammlungen von Fraureuther Porzellan in Deutschland. Zum Museum gehören auch eine Dampfmaschine von 1899 und eine Museumsgartenbahn.
Die Tuchfabrik „Otto Ullrich“ zeigt Exponate zum Thema Energie-Technik wie u. a. Dampfmaschine und -turbine, Kompressor und Generator aus der Zeit der Tuchfabrik. Weiterhin ist eine nachgestellte Schlosserei zu sehen. Die 2019 gegründete gemeinnützige Stiftung hat sich zur Aufgabe gemacht, den historischen Industriebau zu erhalten und zu einem Ort der Begegnung und Kultur zu machen. Am Standort befinden sich außerdem eine Galerie und eine Bühne für Veranstaltungen. Das ehemalige Wohnhaus ziert ein 150 Jahre altes Tuchmacherfries.

### Bauwerke
Der historische Marktplatz, dominiert vom Neorenaissance-Rathaus mit Architekturdetails in Neobarock und Jugendstil von Wilhelm Kretzschmar (1909–1911 unter Einbeziehung von Entwürfen anderer Architekten), Brunnen und Häusern verschiedener Stilepochen ist Denkmalschutzgebiet. Nordöstlich des Marktes liegt die barocke Stadtkirche St. Marien von 1760. Die Annoncenuhr in der August-Bebel-Straße, die südlich vom Markt wegführt, ist ein Wahrzeichen von Werdau. Sehenswert ist auch die römisch-katholische Kirche St. Bonifatius mit Pfarrhaus im westlich der Bahnstrecke gelegenen Teil der Kernstadt. Im Damensalon des denkmalgeschützten Hotels Katharinenhof, einer Jugendstilvilla, ist ein regional, möglicherweise deutschlandweit einmaliges Glasperlenfenster mit floralen Mustern zu besichtigen. Außerdem steht dort die Werdauer Genealogie-Bibliothek der Öffentlichkeit zur Nutzung zur Verfügung.

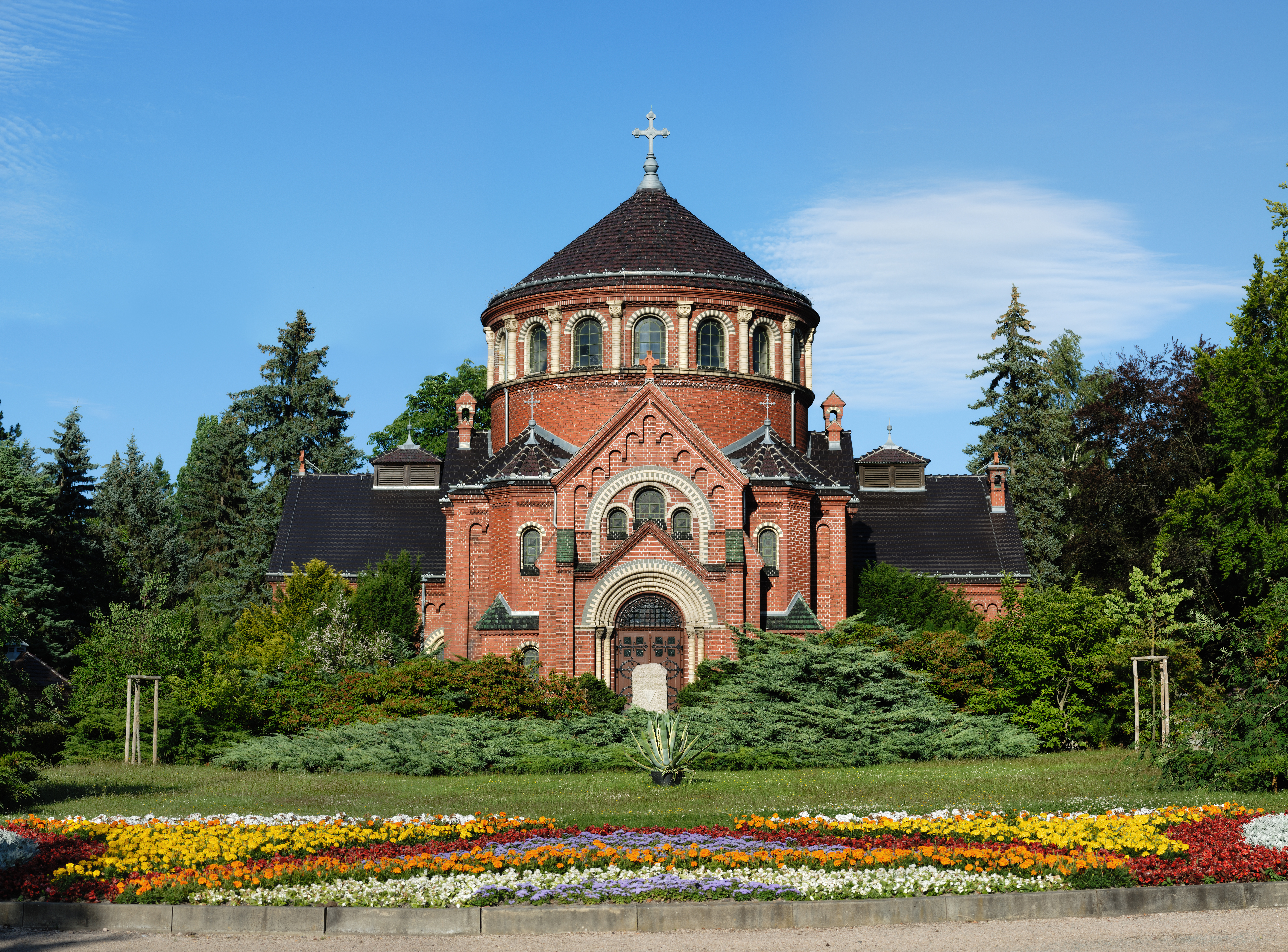
Friedhofskapelle auf dem städtischen Friedhof
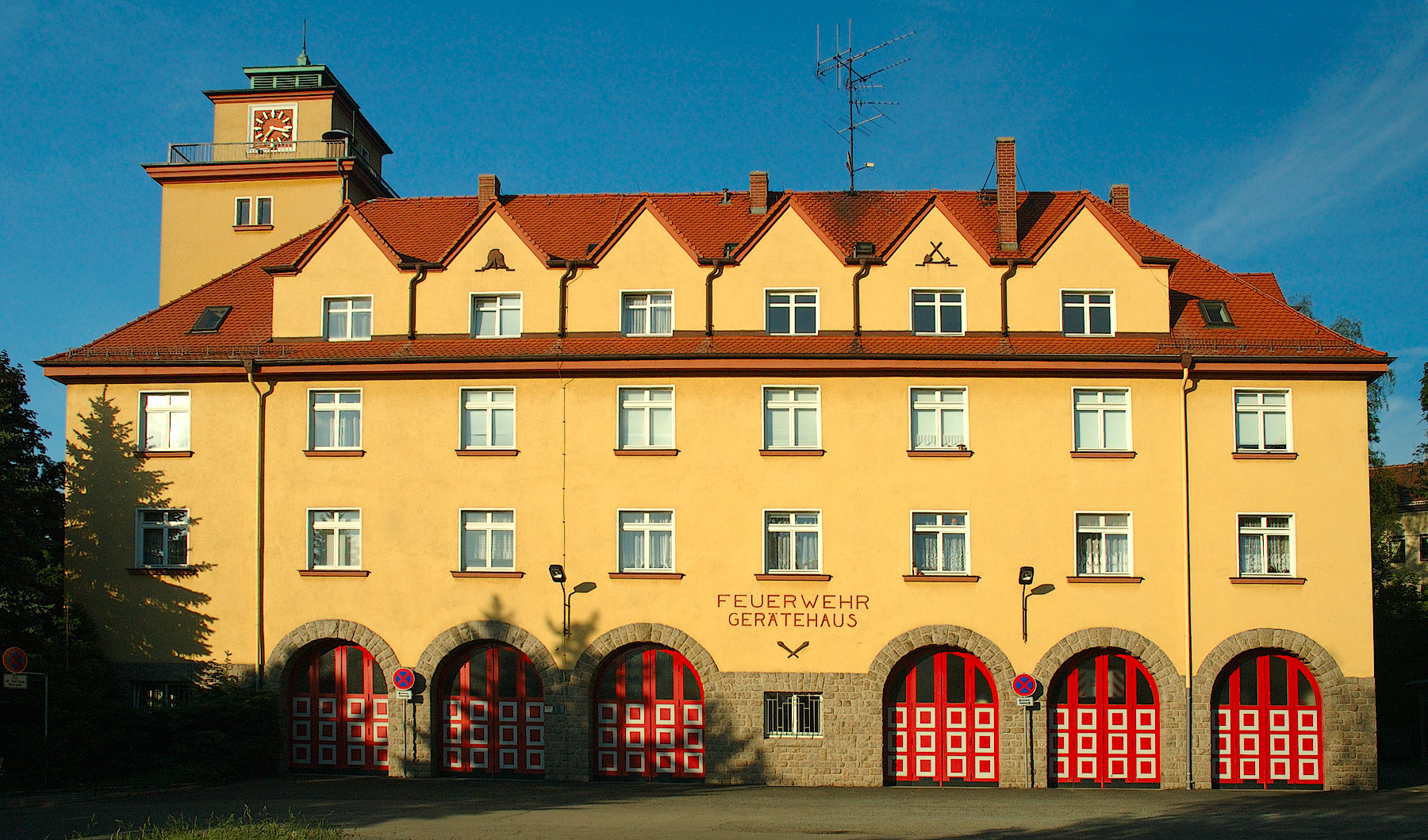
Feuerwehrhaus
Ernst-Thälmann-Denkmal – 2012 vom Johannisplatz entfernt und vorerst im Museum eingelagert
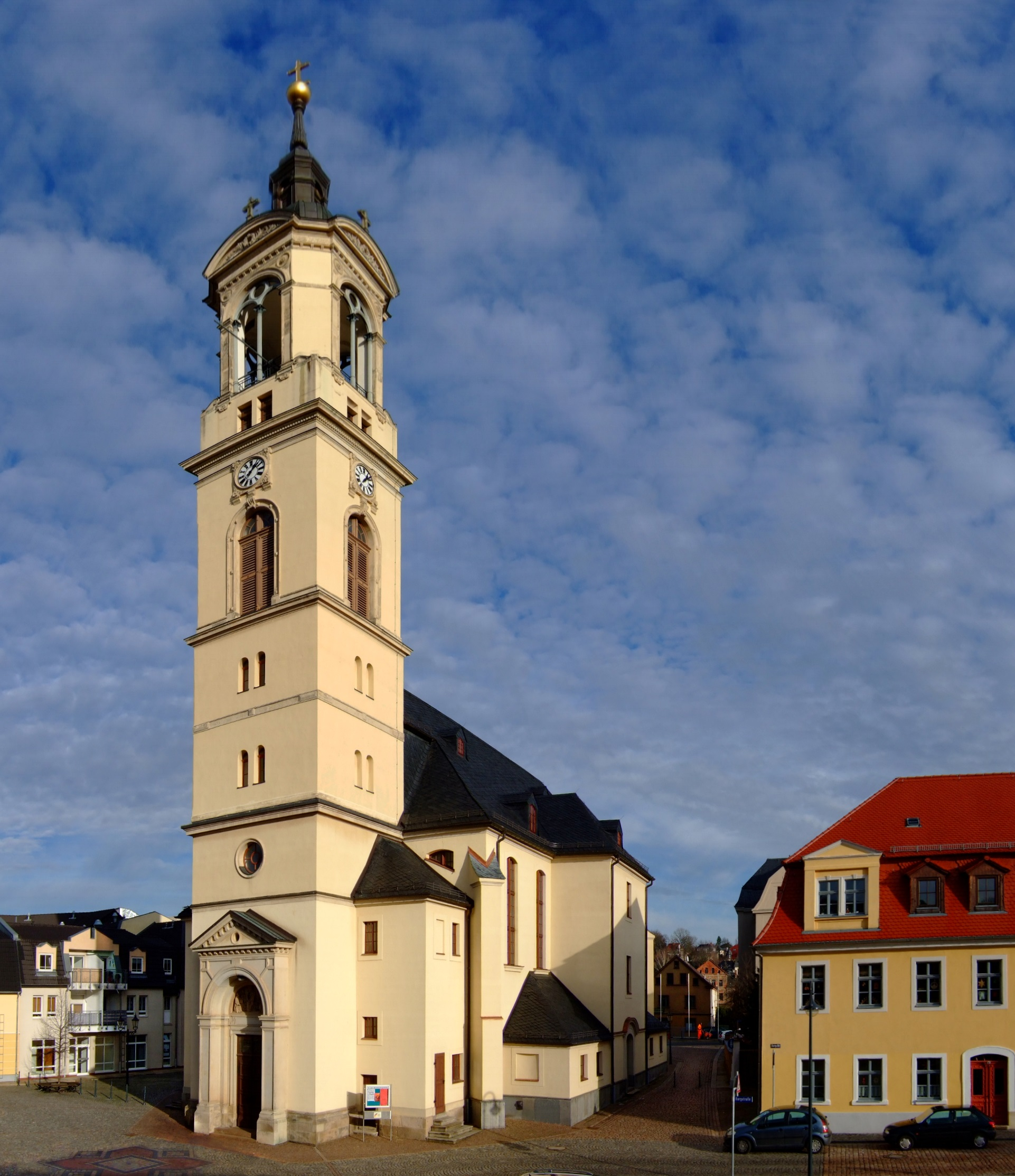
Marienkirche
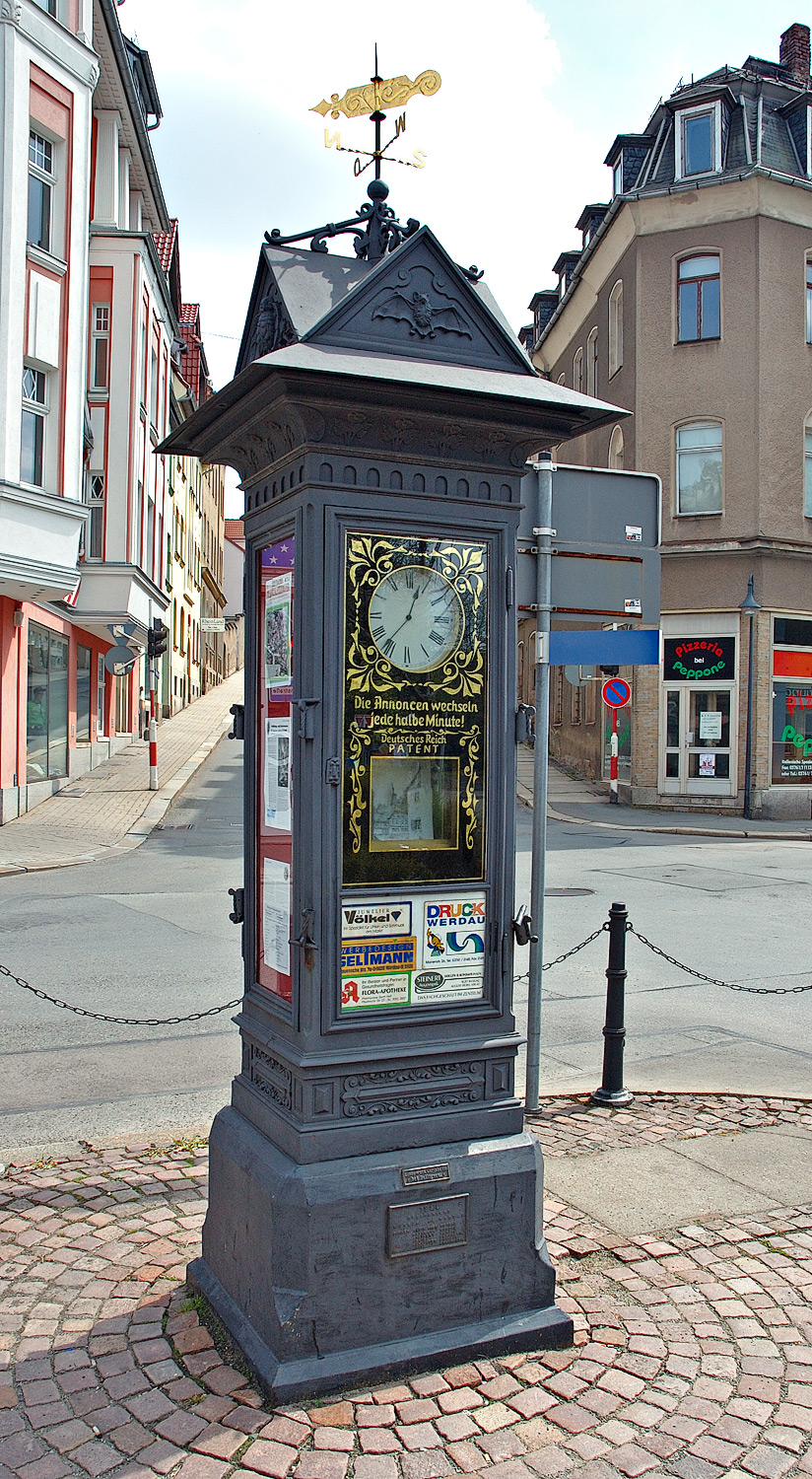
Annoncenuhr
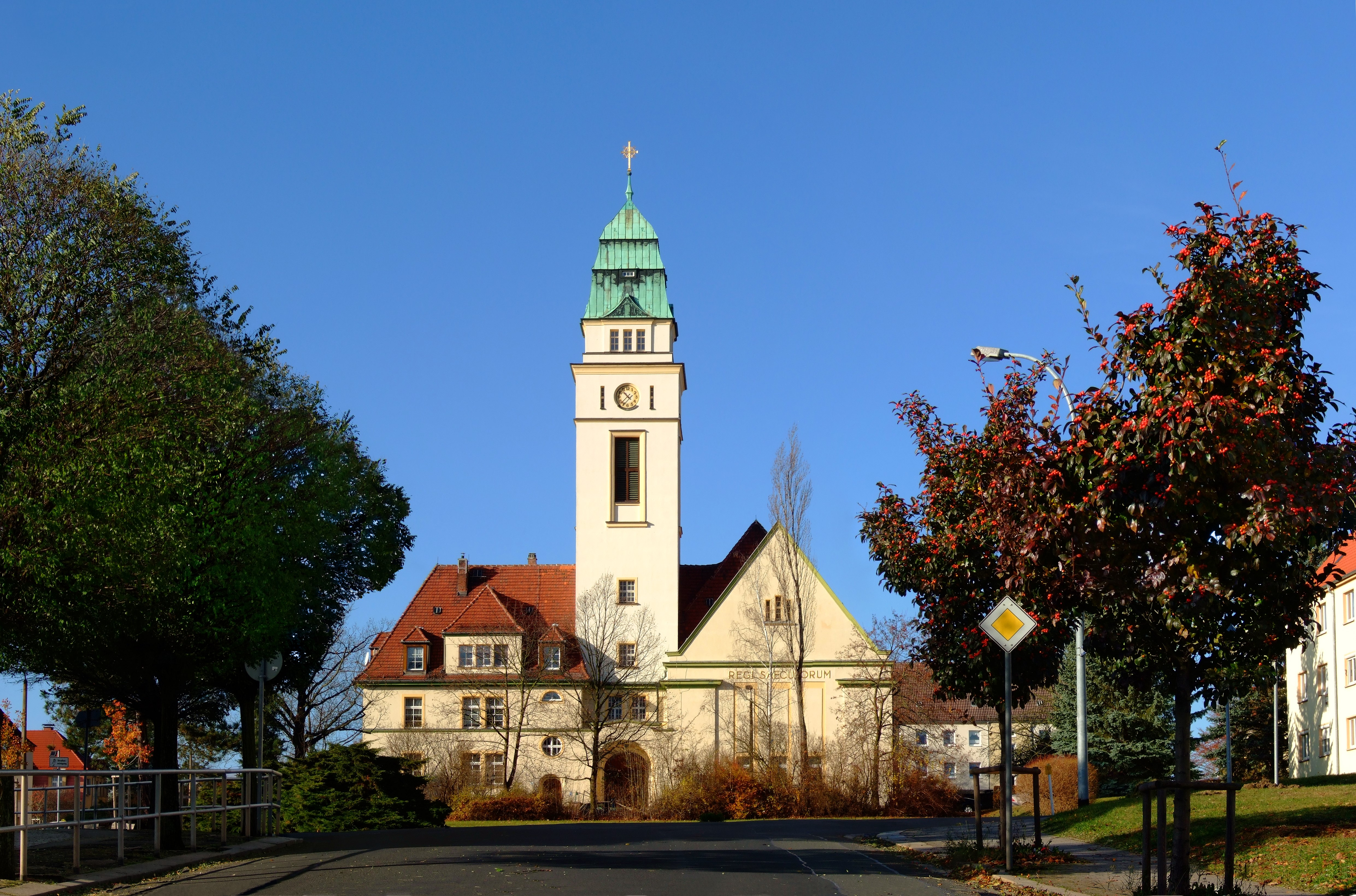
Römisch-Katholische Kirche St. Bonifatius
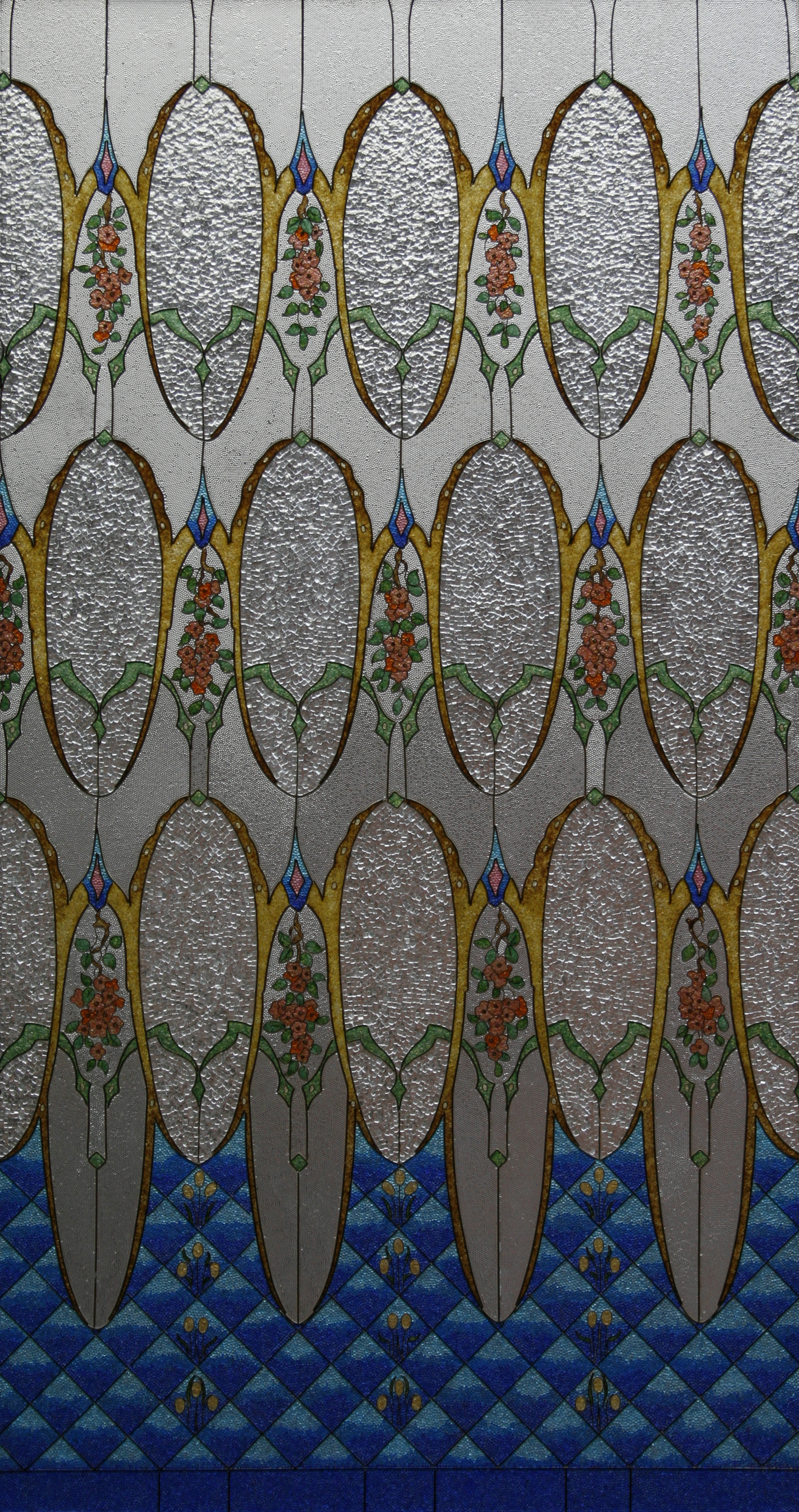
Glasperlenfenster (Jugendstil) im Hotel Katharinenhof
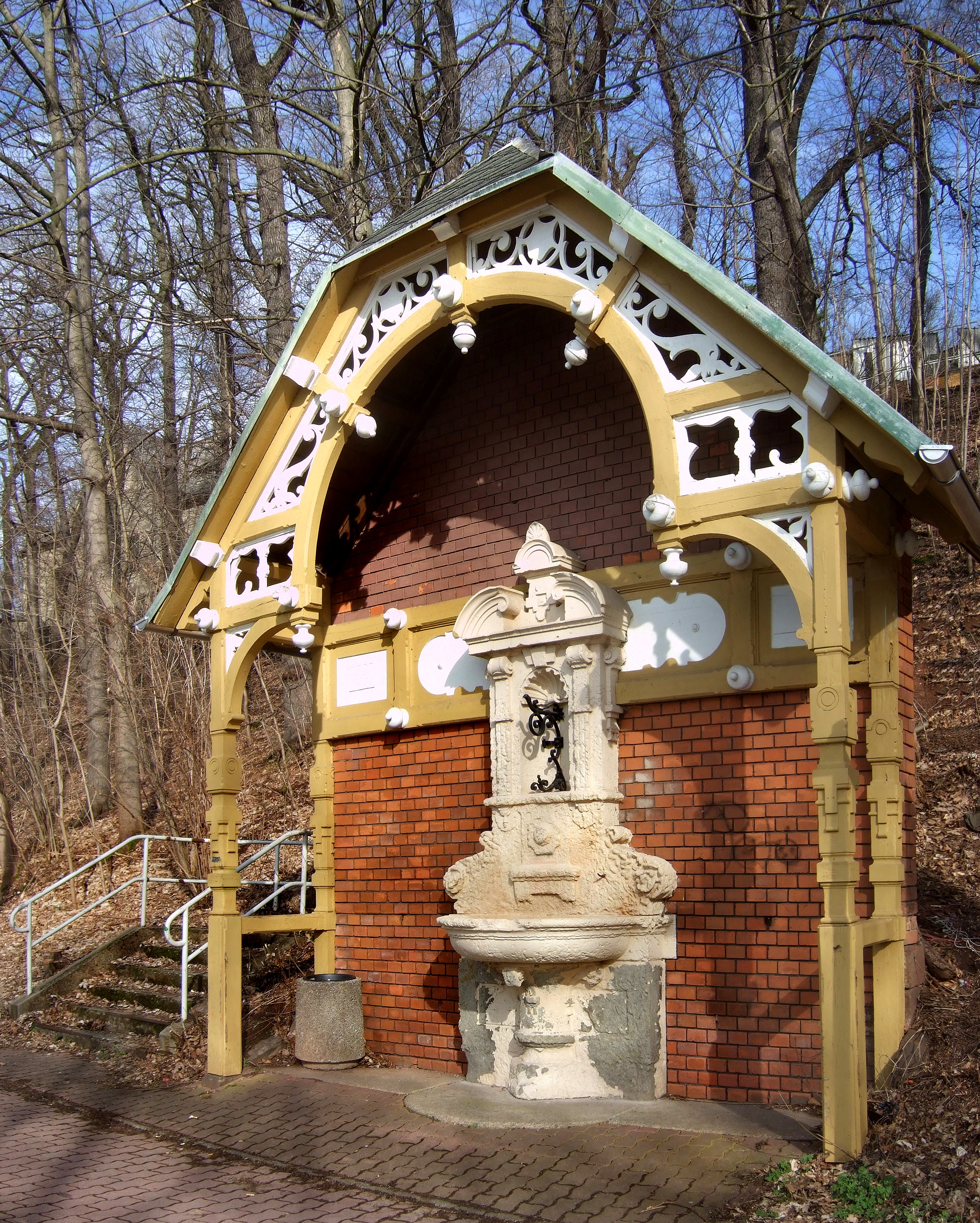
Brunnen am Stadtpark

### Wasserspiele

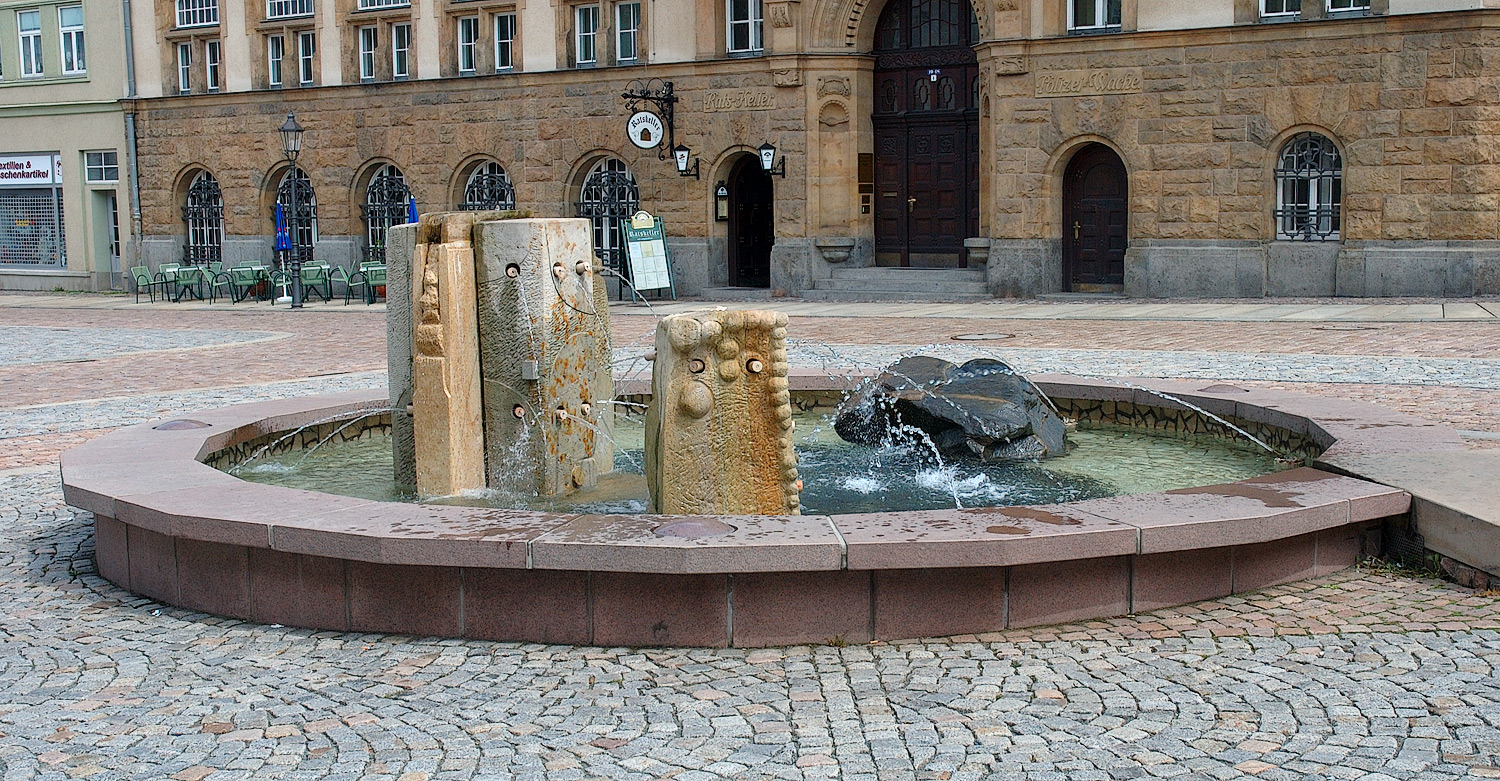
Springbrunnen auf dem Werdauer Marktplatz

Es existieren zwei öffentliche Wasserspiele, für die die Stadtverwaltung zuständig ist:
- Springbrunnen auf dem Marktplatz (eingeweiht am 11. Juli 2002)[21]
- Eulenspiegelbrunnen in der Weberstraße

Außerdem existiert seit dem Jahr 2015 im Landwehrgrund eine schwimmende Fontäne. In den Sommer-Monaten läuft diese zu festgelegten Zeiten sowie auf Anforderung per Knopfdruck.
Diese Fontäne wird vom dort ansässigen Heimatverein betrieben.

### Naturschutz
- Siehe auch: Liste der Naturdenkmale in Werdau

### Gedenkstätten
- Siegessäule zur Erinnerung an die 13 gefallenen Werdauer des Deutsch-Französischen Krieges von 1870/71. 1946 wurde die Säule umgestürzt und der Sockel im Boden vergraben. 1986 ließ die SED an selber Stelle eine schlichte Betonbüste zu Ehren Ernst Thälmanns aufstellen. Bei denkmalgerechten Umbauarbeiten im Jahr 2012 wurde der Sockel der Säule geborgen und wieder am ursprünglichen Ort errichtet. Die mittlerweile beschädigte Büste ist im Stadtmuseum eingelagert. Über die Wiederaufstellung der Büste und eine eventuelle Komplettierung der Säule soll noch entschieden werden.
- Gedenkstein mit Relief zu Ehren Friedrich von Schillers im Ortsteil Steinpleis.[22]
- Gedenkraum in der Marienkirche mit Kriegerdenkmal und den Namen der 932 im Ersten Weltkrieg gefallenen Werdauer von 1922. Die Plastik in der Mitte des Raumes war ein Werk des Berliner Bildhauers Hans Dammann.[23] Nach dem Zweiten Weltkrieg wurde der Gedenkraum samt Plastik auf Anordnung der kommunistischen Machthaber zerstört. Die erhaltenen Namenstafeln befinden sich heute im schmucklosen Turmzimmer der Kirche.[24]
- Kriegerdenkmal zu Ehren der im Ersten Weltkrieg gefallenen Werdauer des Sächsischen Infanterieregiments 105 auf dem Gedächtnisplatz.[25] Die Figur eines sitzenden, aufgestützten Kriegers mit Lorbeerkranz schuf abermals Hans Damman 1923. Wegen der unruhigen politischen Situation konnte das Denkmal erst 1924 geweiht werden. 1946 veranlasste der kommunistische Bürgermeister Gerhard Thiemann, der schon 1923 gegen das vom Stahlhelm und anderen konservativen Kreisen initiierte Denkmal opponiert hatte, dessen Entfernung.[26] 2012 wurden stark verwitterte Teile des Denkmalsockels im Garten des heutigen Stadtmuseums gefunden.[27]
- Kriegerdenkmal in der Kirchschulstraße zu Ehren der im Ersten Weltkrieg gefallenen Soldaten im Ortsteil Langenhessen.[28]
- Eine Grabstätte auf dem Friedhof des Ortsteiles Königswalde erinnert an einen unbekannten polnischen Kriegsgefangenen, der 1942 Opfer von Zwangsarbeit wurde.
- Grabstätten von unbekannten KZ-Häftlingen auf dem Ortsfriedhof sowie auf dem Friedhof im Ortsteil Steinpleis, die bei einem Todesmarsch von KZ-Häftlingen aus einem der Außenlager des KZ Buchenwald im April 1945 von SS-Männern ermordet wurden.
- Eine Porträtbüste und eine Gedenktafel vor dem ehemaligen VEB Kraftfahrzeugwerk „Ernst Grube“, heute Fahrzeugwerk Werdau GmbH, erinnerten zu DDR-Zeiten an den kommunistischen Betriebsratsvorsitzenden der damaligen Waggonfabrik sowie Landtags- und später Reichstagsabgeordneten Ernst Grube, der sich trotz mehrmaliger KZ-Haft weiter am Widerstand beteiligte und 1945 im KZ Bergen-Belsen ums Leben kam. Die Büste steht heute im Hof des Stadtmuseums.
- Sowjetisches Ehrenmal auf dem Gedächtnisplatz. Das Monumentalrelief an einer Wand ist das Werk des Zwickauer Bildhauers Edmund Schorisch und wurde auf dem damaligen Leninplatz 1960 eingeweiht. Dargestellt sind drei Rotarmisten in Verbrüderungsgesten mit der deutschen Zivilbevölkerung. Am Ort vor dem Denkmal fanden anschließend bis 1989 offizielle Gedenkveranstaltungen und politische Demonstrationen statt.[29] Da Werdau 1945 nicht von der Sowjetarmee, sondern von den Amerikanern eingenommen wurde, ist das Ehrenmal eher als Symbol des in der DDR gepflegten Geschichtsbildes von der Befreiung Deutschlands durch die Sowjetunion sowie der offiziell gepflegten Deutsch-Sowjetischen Freundschaft zu sehen. Es ist keine sowjetische Kriegsgräberstätte.

### Sport
In Werdau gibt es 26 Sportvereine. Der Sportverein Sachsen 90 Werdau e. V. ist mit fast 1.100 Mitgliedern der mitgliederstärkste. Über 300 Kinder und Jugendliche trainieren unter Anleitung von Trainern und Übungsleitern vom Breitensport bis zum Behindertensport. Eine beliebte Sportart in Werdau ist Ringen. Zur Erfolgsbilanz des Athleten-Club 1897 Werdau e. V. gehören über 100 Medaillen bei deutschen Meisterschaften. Ob Fußball, Judo, Schwimmen, Tauchen, Tischtennis, Gymnastik oder Kegeln – die Werdauer Sportvereine bieten vielfältige Freizeitmöglichkeiten an:
- SV Sachsen 90 Werdau mit 18 Abteilungen (Fußball als FC Sachsen 90 Werdau, Werdauer Faschingsclub als WFC, Heimatverein Landwehrgrund, Aerobic, Cheerleading, Freizeitfußball-Alte Herren, Gesundheitssport, Gymnastik, Handball, Kindersport, Leichtathletik, Radsport, Schwimmen, Seniorensport, Triathlon, Volleyball, Line Dance, Kindersport, Inlineskating)
- SV Rot-Weiß Werdau e. V. (Fußball, Leichtathletik, Skisport, Volleyball, Kegeln, Aerobic etc.)
- Stadion im Landwehrgrund und Sachsen-Arena Werdau (Sportplätze)
- Hallen- und Freibad WEBALU, Ziegelstraße
- Strand- und Naturbad Talsperre Koberbach im OT Langenhessen
- Freibad OT Leubnitz

## Wirtschaft und Infrastruktur

### Verkehr
Werdau liegt im Dreieck der Bundesautobahnen A 9, A 4 und A 72. Der Bau des direkten Autobahnzubringers zwischen der A 4 und der A 72 sorgte dafür, dass Werdau durch seine günstige Lage und Nähe zu den sächsischen Industriezentren in der Metropolregion Mitteldeutschland eine schnelle Erreichbarkeit bietet. Dadurch wurden in Werdau gute Voraussetzungen für Industrie- und Gewerbeansiedlungen gewährleistet. In Ost-West-Richtung verläuft durch Werdau die Bundesstraße 175.
Der Bahnhof Werdau liegt an der Bahnstrecke Leipzig–Hof von Leipzig nach Hof über Reichenbach (Vogtl) ob Bf und Plauen (Vogtl) ob Bf (Sächsisch-Bayerische Eisenbahn-Compagnie). Über das Bogendreieck Werdau gibt es eine Verbindung aus Richtung Zwickau und Chemnitz auf der Bahnstrecke Dresden–Werdau (Sachsen-Franken-Magistrale). Bis 1999 gab es mit der Bahnstrecke Werdau–Mehltheuer auch eine Bahnverbindung über Teichwolframsdorf nach Wünschendorf/Elster bei Gera.
Seit dem 15. Dezember 2013 verbindet die S-Bahn Mitteldeutschland Werdau durch die Linien S 5 und S 5X mit dem Flughafen Leipzig/Halle und Halle (Saale).

### Ansässige Unternehmen
Die Stadt beheimatet seit Anfang des 20. Jahrhunderts neben der Textilindustrie, dem Maschinenbau und der Feinmesstechnik auch den Fahrzeugbau. Im VEB Kraftfahrzeugwerk „Ernst Grube“ Werdau wurden der Lkw S4000 gebaut und sein Nachfolger W50 entwickelt.

### Öffentliche Einrichtungen

#### Kinderbetreuung
In Werdau gibt es die Kindertageseinrichtungen „Sonnenschein“ (Werdau-Ost), „Pusteblume“ (Werdau-Ost), „Kinderland“ der Johanniter-Unfall-Hilfe e. V. (Werdau-Ost), „Schöne Aussicht“ (Werdau-West), „Haus der kleinen Füße“ (Werdau-Langenhessen), „Zwergenland“ (Werdau-Steinpleis), „Villa Kunterbunt“ (Werdau-Königswalde) und „Wirbelwind“ (Werdau-Leubnitz).

#### Klinik / Weiterbildung

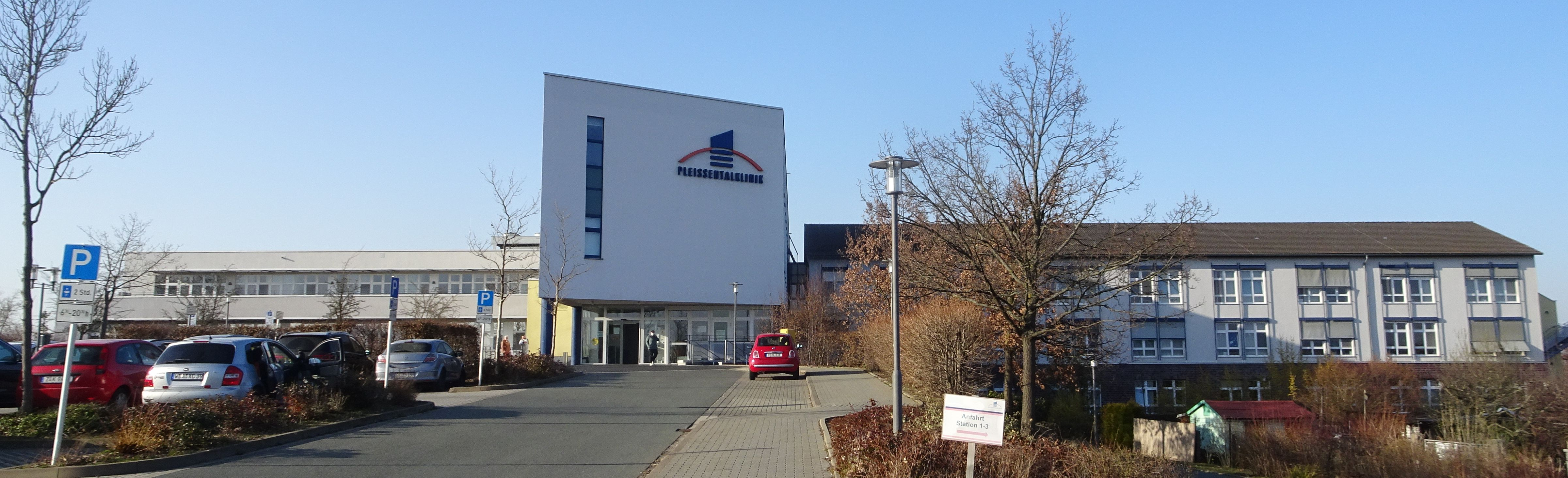
Pleißental-Klinik

Die Pleißental-Klinik (Werdau-Pleißenberg) fungiert als Krankenhaus der Regelversorgung in öffentlicher Hand mit 270 Betten. Die neue Klinik in Werdau-Pleißenberg ersetzte die beiden im Jahre 1999 geschlossenen Krankenhäuser in Werdau-Zentrum und in Crimmitschau.
Die Eubios-Akademie ist eine staatlich anerkannte Weiterbildungseinrichtung für Gesundheitsfachberufe.

#### Stadtbibliothek

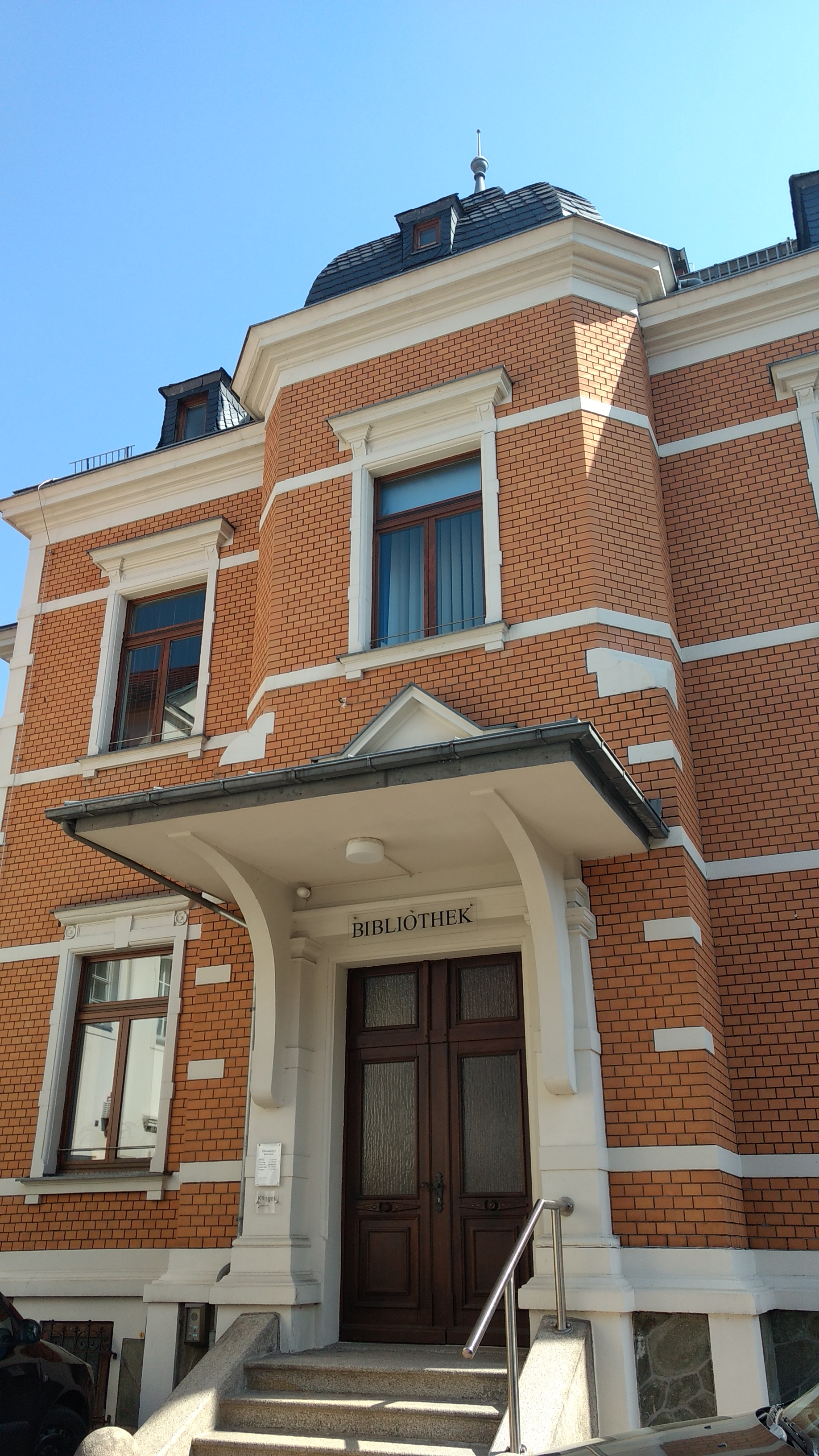
Vorderansicht der 1868 gegründeten Stadtbibliothek Werdau

Die Stadtbibliothek Werdau ist mit ihrer 150-jährigen Geschichte eine der ältesten Bibliotheken Sachsens und zeugt von den frühen bürgerlichen Entwicklungen in der Stadt zur Mitte des 19. Jahrhunderts. Sie bietet Leseförderungsprogramme für Kinder an und kooperiert mit Schulen und Bildungseinrichtungen vor Ort. Sie liegt gemeinsam mit dem Stadt- und Dampfmaschinenmuseum Werdau im „Baumgartschen Haus“. Beide Einrichtungen bilden ein kulturelles Ensemble.

### Bildung
Die Große Kreisstadt verfügt über ein Gymnasium, ein Berufliches Schulzentrum für Wirtschaft, Gesundheit & Technik mit Beruflichem Gymnasium, sowie Oberschulen und Grundschulen:
- Grundschulen
  - Gerhart-Hauptmann-Grundschule (Werdau-Zentrum)
  - Umweltschule (Werdau-Ost)
  - Grundschule Leubnitz (Werdau-Leubnitz)
- Oberschulen und Gymnasien
  - Alexander-von-Humboldt-Gymnasium (Werdau-Zentrum)
  - Berufliches Schulzentrum für Wirtschaft, Gesundheit und Technik des Landkreises Zwickau (Werdau-Zentrum)[31]
  - Diesterweg-Oberschule (Werdau-West)[32]
  - Oberschule Leubnitz (Werdau-Leubnitz)
- Sonstige Schulen
  - Kreismusikschule „Clara Wieck“ (Werdau-Zentrum)
  - Berufsfachschule für Rettungsassistentinnen und Rettungsassistenten (Werdau-Kranzberg)
  - Berufsfachschule für Altenpflege und Pflegehilfe (Werdau-Kranzberg)
  - Berufsfachschule für Sozialwesen im Bildungszentrum Werdau der bsw gGmbH (Werdau-Süd)
  - Landessportschule Sachsen e. V. (Werdau-West)
  - Sonnenbergschule – Förderschule für geistig Behinderte (Werdau-Nord)